# كونيك

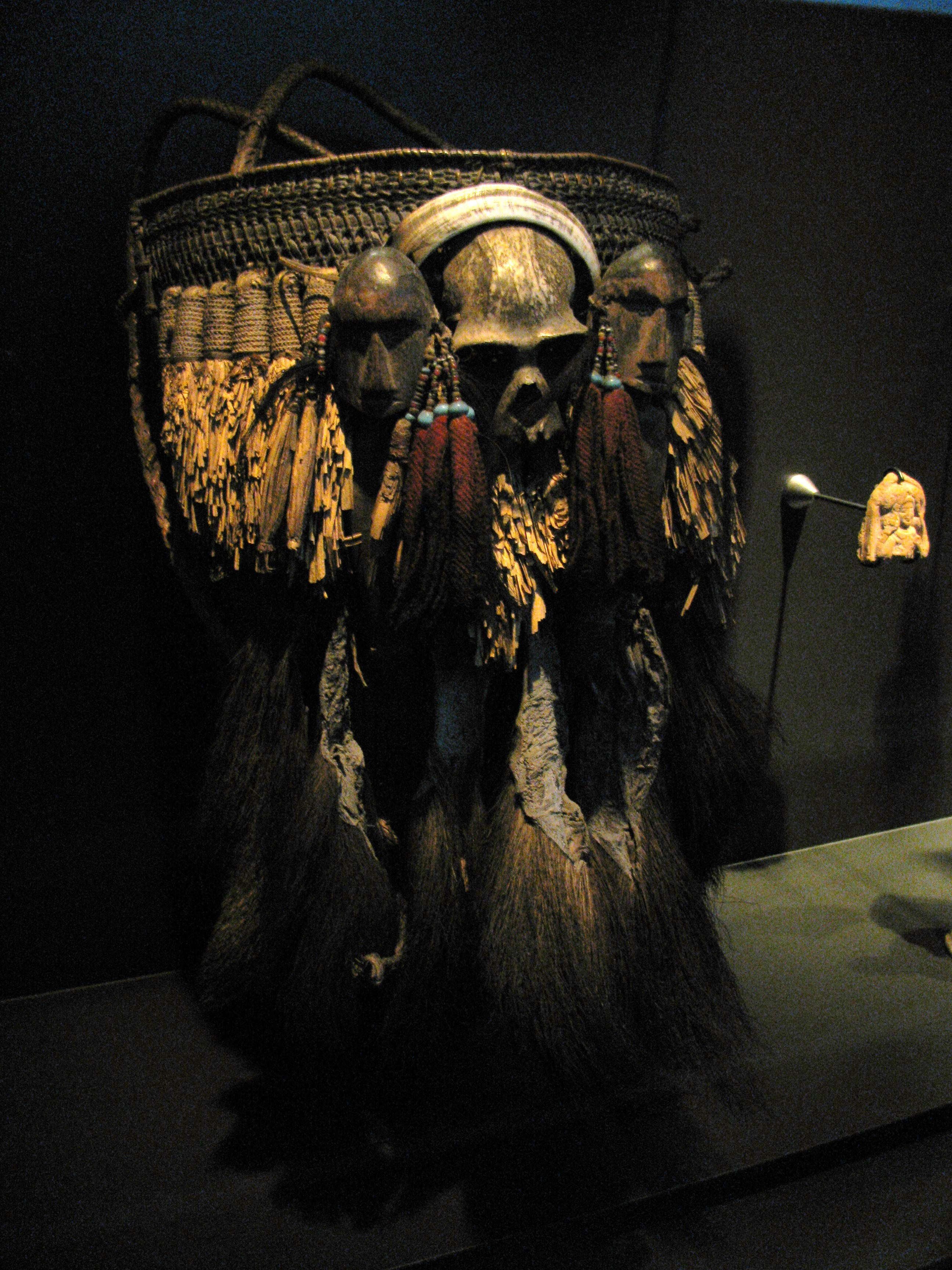
سلة احتفال مع جمجمة القرد واثنين من رؤووس الإنسان, سلة ترمز للعظمة

كونيك (بالإنجليزية: Konyak) هم شعب الناجا، ومعروفين بالوشم، تجد الوشم على يديهم ووجوههم ويضعون ريشة على رؤوسهم. تدعى أرض انجه. ويمكن رؤية الكونيك في منيمار وفي مناطق تيراب وتشانجلانج من أروناشال، ومنطقة مون في ناجالاند، الهند
لغتهم تنتمي إلى فرع ثانوي من الناجا الشمالية من فصيلة سال من الصين والتبت. الزراعة هي عماد اقتصادهم.